# آرنشتت
آرنشتت (به آلمانی: Arnstedt) یک منطقهٔ مسکونی در آلمان است که در آرناشتاین، زاکسن-آنهالت واقع شده‌است. آرنشتت ۵۵۲ نفر جمعیت دارد.